# Tomasz Sobieraj (samorządowiec)
Tomasz Paweł Sobieraj (ur. 16 września 1979 w Szczecinku) – polski samorządowiec, urzędnik i prawnik, w latach 2012–2014 wiceprezydent Koszalina, w latach 2014–2024 wicemarszałek województwa zachodniopomorskiego, od 2024 prezydent Koszalina.

## Życiorys
Syn Stanisława i Wandy. Studia licencjackie z administracji ukończył w Bałtyckiej Wyższej Szkole Humanistycznej w Koszalinie, a magisterskie – w 2003 na Wydziale Prawa i Administracji Uniwersytetu Warmińsko-Mazurskiego. W 2005 uzyskał zaocznie magisterium z prawa na Wydziale Prawa i Administracji Uniwersytetu Gdańskiego. Kształcił się także podyplomowo w zakresie prawa europejskiego.
Od 1998 do 1999 i od 2004 do 2006 prowadził własną działalność gospodarczą. W latach 2004–2007 zatrudniony w Urzędzie Miejskim w Koszalinie jako pracownik do spraw obsługi merytorycznej kierownictwa urzędu. Następnie pracował do 2010 jako wicedyrektor Powiatowego Urzędu Pracy. Od 2007 do 2009 należał także do Wojewódzkiej Rady Zatrudnienia. W latach 2010–2011 był wicedyrektorem koszalińskiego oddziału Kasy Rolniczego Ubezpieczenia Społecznego, a w kwietniu 2011 objął stanowisko sekretarza miasta.
Został w międzyczasie członkiem Platformy Obywatelskiej (zawiesił członkostwo na czas pełnienia funkcji sekretarza miasta); w 2013 objął funkcję przewodniczącego jej struktur w Koszalinie. 1 czerwca 2012 przeszedł na stanowisko zastępcy prezydenta. W 2014 uzyskał z ramienia PO mandat koszalińskiego radnego miejskiego. Złożył go jednak wkrótce po rozpoczęciu kadencji w związku z powołaniem 19 grudnia 2014 na wicemarszałka województwa zachodniopomorskiego. W wyborach samorządowych w 2018 wybrany na radnego sejmiku zachodniopomorskiego VI kadencji, ponownie został wówczas powołany na funkcję wicemarszałka.
W wyborach w 2024 z powodzeniem kandydował na stanowisko prezydenta Koszalina. W pierwszej turze uzyskał 17 367 głosów (46,03%), a w drugiej turze pokonał dotychczasowego prezydenta miasta Piotra Jedlińskiego z wynikiem 16 551 głosów (51,01%).

## Życie prywatne
Żonaty, ma dwoje dzieci. Zamieszkał w Koszalinie.